# Kostel svatého Stanislava (Lochovice)
Kostel svatého Stanislava byl kostel v Lochovicích.

## Historie
Byl postaven v roce 1318. V souvislosti s kostelem se zde od roku 1407 připomíná fara. Ta ale roku 2006 zanikla. Musel odolávat husitským válkám. Těm odolával úspěšně, ale za třicetileté války byl zničen Švédy a zbyly z něj jen základy. Na jeho místě dnes stojí nový Kostel svatého Ondřeje.